# 羽翼合唱團
羽翼合唱團（英語：Wings）又稱為保羅·麥卡尼與羽翼合唱團（英語：Paul McCartney and Wings），是一隊英國搖滾樂團。1971年樂隊由前披頭四成員保羅·麥卡尼与其妻琳達·麥卡尼、鼓手丹尼·斯威爾及前憂鬱布魯斯樂隊結他手丹尼·莱恩組成。羽翼合唱團的陣容有頻繁的人事變動，亦獲得商業上的成功，樂團前成員有三位結他手和四位鼓手。然而，麥卡尼夫婦和萊恩是樂團的核心三人組，由樂團的成立至解散依然存在。

## 歷史

### 1970-71年：組成前
披頭四樂團於1970年拆夥之後，麥卡尼與妻子琳達（英語：Linda McCartney）錄製了兩張專輯：包括《麦卡尼》（1970年），和《公羊》（1971年）。與此同時，麥卡尼揀選了鼓手丹尼·斯威爾（英語：Denny Seiwell）為隊員。保羅在婚後一直堅持妻子應該參與他的音樂項目，這樣他們可以在一起作巡迴演唱。

### 1971-73年：初期陣容
麥卡尼邀請了丹尼·萊恩（英語：Denny Laine）作為結他手，他們從60年代初期就認識。1971年8月，斯威爾、萊恩和麥卡尼夫婦組成羽翼合唱團，於12月7日發布了第一張專輯《Wild Life》。樂隊名字的由來，據說是琳達分娩第二個孩子的時候，保羅為她們祈禱，這時羽翼的形象來到了他的腦海，他決定命名他的新樂隊為「羽翼合唱團」。1972年1月24日麥卡尼加入結他手亨利·麥卡洛（英語：Henry McCullough），之後他們作英國大學的巡迴演唱。這時樂團重新命名為保羅·麥卡尼與羽翼合唱團。1973年發表專輯《Red Rose Speedway》，這產生了美國第一首冠軍歌曲《My Love》。1972年10月，羽翼錄製了詹姆斯·邦德電影主題曲《Live and Let Die》，它後來去到排行榜亞軍位置。不過，麥卡洛和斯威爾在八月離開了樂隊，剩下麥卡尼夫婦和萊恩錄製了他們最成功的專輯《Band on the Run》，這張專輯在英美兩地都達到排行榜冠軍位置。

### 1974-78年：中期陣容
1974年，吉米·麥卡洛克（英語：Jimmy McCulloch）和傑夫·布里頓（英語：Geoff Britton）加入樂隊。1975年發布專輯《Venus and Mars》，其中單曲《Listen to What the Man Said》打上美國排行榜第一位。後來布里頓退出樂隊，取而代之的是鼓手喬·英格列（英語：Joe English），他和麥卡尼秘密試鏡後贏得了這份工作。1975年秋季羽翼合唱團作世界巡廻演唱，開始在布里斯托，接著到澳大利亞、歐洲、美國，再回到歐洲演唱。在巡演的期間羽翼錄製了專輯《Wings at the Speed of Sound》，於1976年3月發布，其中單曲《Silly Love Song》成為美國排行榜冠軍。世界巡演的現場錄音在1976年12月以三唱片專輯《Wings over America》發布，後來成為樂團於美國的連續第五張冠軍專輯。1977年11月，羽翼合唱團的單曲《Mull of Kintyre》成為了當時英國歷史上最暢銷的單曲，銷量達到200萬張。此後麥卡洛克和英格列離開了樂團，1978年羽翼三人組發布專輯《London Town》，樂評好壞參半，而其中單曲《With a Little Luck》成為美國排行榜冠軍。

### 1978-81年：後期陣容
1978年年底，主音吉他手勞倫斯·朱帕（英語：Laurence Juber）和鼓手史蒂夫·霍利（英語：Steve Holley）加入了樂隊，恢復羽翼巡演的實力。然而，隨後的專輯《Back to the Egg》未得到好評，雖然它在美國有白金銷量，但與之前的幾張專輯相比，成績令人失望，而其中單曲《Rockestra Theme》則獲得葛萊美獎。1979年，羽翼合唱團大致上已不活躍，麥卡尼忙於製作一個新的個人專輯《McCartney II》。1979年12月，羽翼於英國巡演，後來各自發展並於1981年初解散。

## 專輯名單
羽翼合唱團共發表了八張專輯，其中《Wings over America》為現場專輯。
- Wild Life (1971)
- Red Rose Speedway (1973)
- Band on the Run (1973)
- Venus and Mars (1975)
- Wings at the Speed of Sound (1976)
- Wings over America (1976)
- London Town (1978)
- Back to the Egg (1979)